# Tour der British Lions nach Australien und Neuseeland 1971
| Tour der British Lions nach Australien und Neuseeland 1971 | Tour der British Lions nach Australien und Neuseeland 1971 | Tour der British Lions nach Australien und Neuseeland 1971 | Tour der British Lions nach Australien und Neuseeland 1971 | Tour der British Lions nach Australien und Neuseeland 1971 |
| Übersicht                                                  | S                                                          | G                                                          | U                                                          | N                                                          |
| ---------------------------------------------------------- | ---------------------------------------------------------- | ---------------------------------------------------------- | ---------------------------------------------------------- | ---------------------------------------------------------- |
| Test Matches                                               | 04                                                         | 02                                                         | 1                                                          | 1                                                          |
| Sonstige Spiele                                            | 22                                                         | 21                                                         | 0                                                          | 1                                                          |
| Gesamt                                                     | 26                                                         | 23                                                         | 1                                                          | 2                                                          |
|                                                            |                                                            |                                                            |                                                            |                                                            |
| Neuseeland                                                 | 04                                                         | 02                                                         | 1                                                          | 1                                                          |

Die Tour der British Lions nach Australien und Neuseeland 1971 war eine Rugby-Union-Tour der als British Lions bezeichneten Auswahlmannschaft (heute British and Irish Lions). Sie reiste von Mai bis August 1971 durch Australien und Neuseeland. Während dieser Zeit bestritten die Lions 26 Spiele, davon zwei in Australien und 24 in Neuseeland. Es standen vier Test Matches gegen die neuseeländische Nationalmannschaft auf dem Programm. Die Tour verlief für die Lions äußerst erfolgreich. Gegen die All Blacks gewannen sie zwei Test Matches, spielten einmal unentschieden und verloren einmal, womit sie die Test-Match-Serie erstmals überhaupt für sich entscheiden konnten. In den übrigen Spielen gegen regionale Auswahlmannschaften resultierten 21 Siege und lediglich eine Niederlage.

## Ereignisse

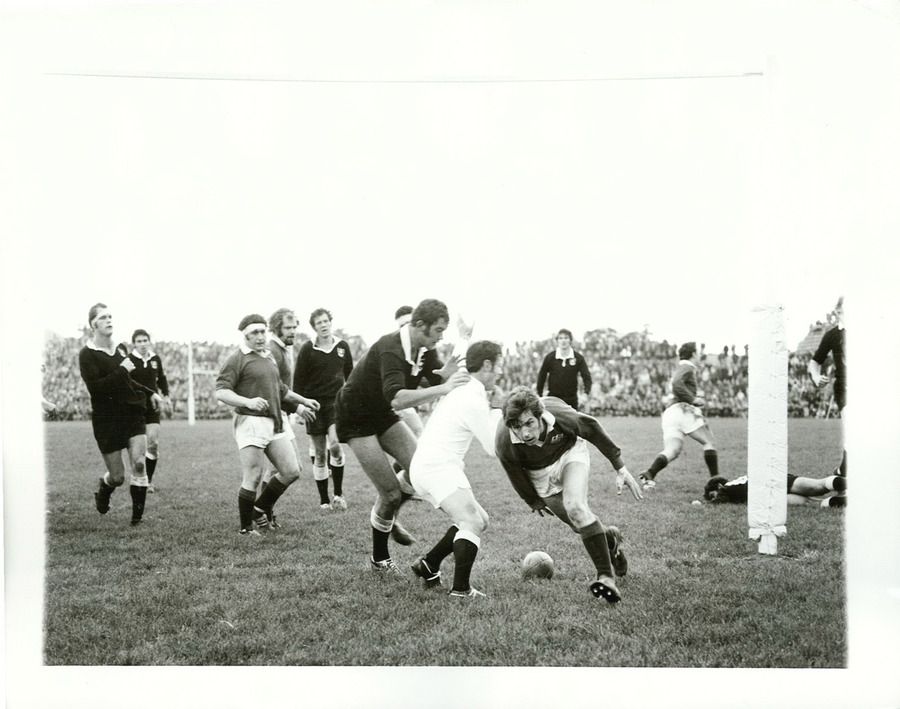
Im dritten Test Match erzielt Barry John einen Versuch gegen die All Blacks

Auf ihrer letzten Tour durch Neuseeland 1966 hatten die Lions alle vier Test Matches gegen die All Blacks verloren, während sie in Australien zwei Siege gegen die Wallabies errungen hatten. Die 1971er-Tour dauerte über einen Monat weniger lang als jene fünf Jahre zuvor, zumal in Australien nur zwei Spiele auf dem Programm standen und Test Matches dort ganz wegfielen.
Die Auswahl des Trainers für die Tournee oblag einem Komitee, das aus je einem Vertreter der vier Home Nations bestand; als fünftes Mitglied hatte John Tallent, der vor dem Zweiten Weltkrieg fünfmal englischer Nationalspieler gewesen war, den Vorsitz inne. Die Kandidatur von Carwyn James, dem Trainer des Llanelli RFC, scheint den Interessen des Komitees zu entsprechen: Obwohl er nur zweimal walisischer Nationalspieler gewesen war und als Spieler nie für die Lions nominiert worden war, hatte er den Anspruch, mit Stil zu gewinnen. Das Komitee war von seiner Fähigkeit überzeugt, ein einheitliches Team zu formen und gleichzeitig den brillanten Individualisten spielerische Freiheiten zu lassen. Seine politische Einstellung spielte bei der Auswahl keine Rolle; er hatte bei der Unterhauswahl 1970 für die linksnationalistische Partei Plaid Cymru kandidiert.
33 Spieler werden ausgewählt, um an dieser Tournee teilzunehmen. Von diesen nehmen 26 an mindestens einem Spiel teil. Die Auswahl setzte sich aus dreizehn Walisern, sieben Engländern, sieben Schotten und sechs Iren zusammen. Tourmanager Douglas Smith und Carwyn James zogen bei der Wahl des Kapitäns den Waliser John Dawes dem von den Iren favorisierten Mike Gibson vor. Sie wählten ihn, weil er den Verein London Welsh RFC, der sieben Spieler stellte, zu einem der besten Vereine Europas gemacht hatte. Außerdem war er Kapitän der walisischen Nationalmannschaft, die beim Five Nations 1971 den Grand Slam geschafft hatte.
Die Lions begannen ihre Tour mit zwei Spielen in Australien. Nach einer 11:15-Niederlage im ersten Spiel gegen die Queensland Reds waren die Neuseeländer überzeugt, dass die All Blacks die Serie leicht gewinnen würden, zumal der Trainer von Queensland gesagt hatte, dies sei das schlechteste Lions-Team gewesen, das er je habe spielen sehen. Nach dem zweiten Spiel in Australien, das mit einem Sieg gegen die New South Wales Waratahs endete, gewannen die Lions ihr erstes Spiel in Neuseeland gegen eine Auswahl aus Counties-Thames Valley mit 23:3. Für die neuseeländische Presse, die der Meinung war, dass die Lions fünfzig Punkte hätten erzielen müssen, bestätigte dieses Ergebnis den Eindruck, dass die All Blacks die Test-Match-Serie mit vier zu null gewinnen würden. Ein Sieg gelang auch gegen die Auswahl von King Country-Wanganui, der unterem der Kapitän der All Blacks, Colin Meads, angehörte. Gegen die New Zealand Māori gerieten die Lions erstmals in Rückstand, konnten aber kurz vor Halbzeit ausgleichen und das Spiel schließlich für sich entscheiden.
Das Spiel gegen Wellington galt nach den Niederlagen verschiedener Auswahlteams als erste echte Bewährungsprobe für die Lions, doch die Gäste setzten sich deutlich mit 47:9 durch und erzielten dabei neun Versuche. Anschließend setzten sie ihre Siegesserie gegen weitere Auswahlteams fort. Die Lions trafen auch auf Canterbury, den damaligen Titelträger des Ranfurly Shield. In diesem Spiel, das sie mit 14:3 für sich entschieden, verletzten sich zwei wichtige Spieler, die Stürmer Sandy Carmichael und Ray McLoughlin. Die Medien berichteten, das Spiel sei „brutal“ gewesen. Es sei auch „erstaunlich“ gewesen, „dass niemand getötet wurde“. Gareth Edwards sagte, dies sei eines von zwei Spielen gewesen, bei dem er Angst gehabt habe.
Das erste Test Match gegen die All Blacks fand im Carisbrook in Dunedin statt. In diesem sehr körperbetonten Spiel gewannen die Lions mit 9:3. Das zweite Test Match ereignete sich im Lancaster Park in Christchurch statt. Die Gastgeber revanchierten sich und erzielten fünf Versuche, während die Lions nur mit zwei Versuchen zum Endstand von 12:12 dagegenhalten konnten. Kurz vor dem dritten Test Match im Athletic Park in Wellington riefen die All Blacks ihren ehemaligen Kapitän Brian Lochore zurück. Um die Verletzung von Peter Whiting zu kompensieren, wurde Lochore jüngeren Spielern vorgezogen, die ebenfalls eine Führungsrolle übernehmen sollten, da Ian Kirkpatrick, der vom Pferd gefallen war, und Colin Meads, der sich an der Hüfte verletzt hatte, nicht sicher waren, ob sie spielen würden. Bei den Lions änderte Carwyn James seine dritte Reihe, indem er Derek Quinnell einsetzte, um den gegnerischen Gedrängehalb Sid Going zu kontern. Die Lions gewannen das Spiel mit 13:3 und gingen in der Serie mit 2:1 Siegen in Führung.
Für die All Blacks hatte das letzte Test Match eine enorme Bedeutung: Vor Beginn der Tour als klarer Favorit betrachtet, war das bestmögliche zu erreichende Ergebnis nun eine ausgeglichene Serie. Eine Niederlage schien für die Mannschaft unvorstellbar, denn letztmals hatten die Springboks 1937 eine Serie verloren. Nach einem 0:8-Rückstand glichen die Lions noch vor der Halbzeit aus. Beim Stand von 11:11 erzielte J. P. R. Williams ein Dropgoal aus etwa 45 Metern Entfernung, das seine Mannschaft in Führung brachte. Es handelte sich um das einzige Dropgoal Williams’ in einem Länderspiel. Die All Blacks glichen zwar das Spiel aus, aber das Unentschieden ermöglichte es den Lions, erstmals auf neuseeländischem Boden eine Serie für sich zu entscheiden. 

## Spielplan
- Hintergrundfarbe grün = Sieg
- Hintergrundfarbe gelb = Unentschieden
- Hintergrundfarbe rot = Niederlage

(Test Matches sind grau unterlegt; Ergebnisse aus der Sicht der Lions)

### Spiele in Australien
| #  | Datum        | Gegner                   | Ort      | Stadion               | Ergebnis |
| -- | ------------ | ------------------------ | -------- | --------------------- | -------- |
| 01 | 12. Mai 1971 | Queensland Reds          | Brisbane | Lang Park             | 11:15    |
| 02 | 15. Mai 1971 | New South Wales Waratahs | Sydney   | Sydney Cricket Ground | 14:12    |

### Spiele in Neuseeland

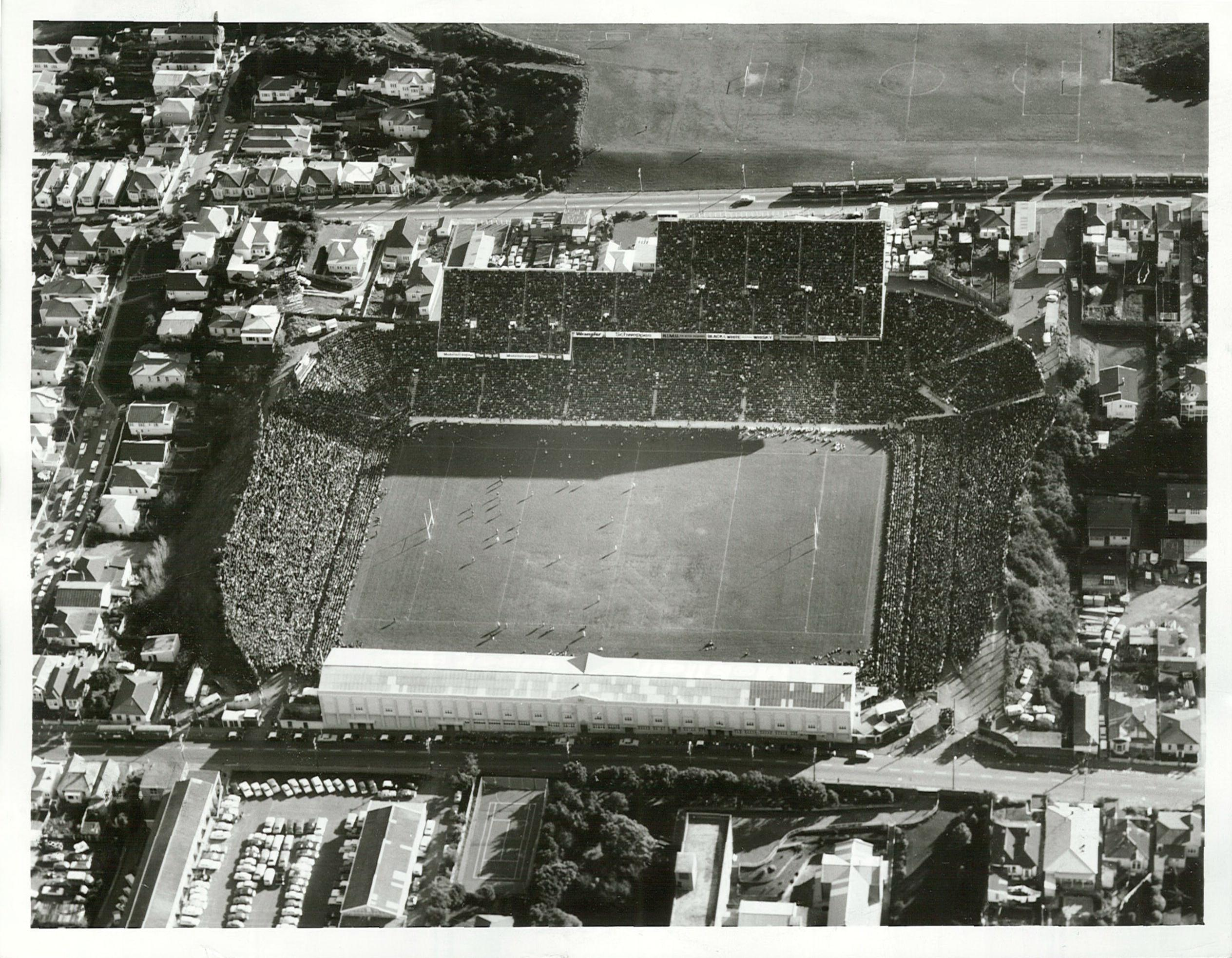
Der Eden Park in Auckland vor dem dritten Test Match

| #  | Datum           | Gegner                                                | Ort              | Stadion            | Ergebnis |
| -- | --------------- | ----------------------------------------------------- | ---------------- | ------------------ | -------- |
| 03 | 22. Mai 1971    | Counties Manukau & Thames Valley Rugby Football Union | Papakura         | Pukekohe Stadium   | 25:3     |
| 04 | 26. Mai 1971    | Whanganui & King Country Rugby Football Union         | Wanganui         | Spriggens Park     | 22:9     |
| 05 | 29. Mai 1971    | Waikato Rugby Union                                   | Hamilton         | Rugby Park         | 35:14    |
| 06 | 02. Juni 1971   | New Zealand Māori                                     | Auckland         | Eden Park          | 23:12    |
| 07 | 05. Juni 1971   | Wellington Rugby Football Union                       | Wellington       | Athletic Park      | 47:9     |
| 08 | 09. Juni 1971   | South Canterbury & Mid Canterbury & North Otago       | Timaru           | Fraser Park        | 25:6     |
| 09 | 12. Juni 1971   | Otago Rugby Football Union                            | Dunedin          | Carisbrook         | 21:9     |
| 10 | 16. Juni 1971   | West Coast & Buller Rugby Football Union              | Greymouth        | Rugby Park         | 39:6     |
| 11 | 19. Juni 1971   | Canterbury Rugby Football Union                       | Christchurch     | Lancaster Park     | 14:3     |
| 12 | 22. Juni 1971   | Marlborough & Nelson                                  | Blenheim         | Lansdowne Park     | 31:12    |
| 13 | 26. Juni 1971   | Neuseeland                                            | Dunedin          | Carisbrook         | 9:3      |
| 14 | 30. Juni 1971   | Southland                                             | Invercargill     | Rugby Park Stadium | 25:3     |
| 15 | 03. Juli 1971   | Taranaki Rugby Football Union                         | New Plymouth     | Rugby Park         | 14:9     |
| 16 | 06. Juli 1971   | New Zealand Universities                              | Wellington       | Athletic Park      | 27:6     |
| 17 | 10. Juli 1971   | Neuseeland                                            | Christchurch     | Lancaster Park     | 13:22    |
| 18 | 14. Juli 1971   | Wairarapa & Bush Rugby Football Union                 | Masterton        | Memorial Park      | 27:6     |
| 19 | 17. Juli 1971   | Hawke’s Bay Rugby Union                               | Napier           | McLean Park        | 25:6     |
| 20 | 21. Juli 1971   | East Coast & Poverty Bay Rugby Football Union         | Gisborne         | Rugby Park         | 18:12    |
| 21 | 24. Juli 1971   | Auckland Rugby Football Union                         | Auckland         | Eden Park          | 19:12    |
| 22 | 31. Juli 1971   | Neuseeland                                            | Wellington       | Athletic Park      | 13:3     |
| 23 | 04. August 1971 | Manawatu & Horowhenua Rugby Football Union            | Palmerston North | Palmerston Oval    | 39:6     |
| 24 | 07. August 1971 | North Auckland Rugby Football Union                   | Whangārei        | Okara Park         | 11:5     |
| 25 | 10. August 1971 | Bay of Plenty Rugby Union                             | Tauranga         | Tauranga Domain    | 20:14    |
| 26 | 14. August 1971 | Neuseeland                                            | Auckland         | Eden Park          | 14:14    |

## Test Matches
| 26. Juni 1971 14:30 NZST | Neuseeland             | 3 : 9         | British Lions                              | Carisbrook, Dunedin Zuschauer: 45.000 Schiedsrichter: John Pring (Neuseeland) |
| 26. Juni 1971 14:30 NZST | Straftritte: McCormick | (3:3) Bericht | Versuche: McLauchlan Straftritte: John (2) | Carisbrook, Dunedin Zuschauer: 45.000 Schiedsrichter: John Pring (Neuseeland) |

Aufstellungen:
- Neuseeland: Bob Burgess, Ken Carrington, Wayne Cottrell, Sid Going, Richie Guy, Bruce Hunter, Ian Kirkpatrick, Fergus McCormick, Alan McNaughton, Colin Meads , Brian Muller, Alan Sutherland, Tane Norton, Peter Whiting, Bryan Williams
- Lions: John Bevan, Gerald Davies, Mervyn Davies, John Dawes , Peter Dixon, Gareth Edwards, Mike Gibson, Barry John, Sean Lynch, Willie John McBride, Ian McLauchlan, John Pullin, John Taylor, Delme Thomas, J. P. R. Williams 
 Auswechselspieler: Ray Hopkins

| 10. Juli 1971 14:30 NZST | Neuseeland                                                                                    | 22 : 12       | British Lions                                             | Lancaster Park, Christchurch Zuschauer: 57.500 Schiedsrichter: John Pring (Neuseeland) |
| 10. Juli 1971 14:30 NZST | Versuche: Burgess (2) Going Kirkpatrick Strafversuch Erhöhungen: Mains (2) Straftritte: Mains | (8:6) Bericht | Versuche: G. Davies (2) Straftritte: John Dropgoals: John | Lancaster Park, Christchurch Zuschauer: 57.500 Schiedsrichter: John Pring (Neuseeland) |

Aufstellungen:
- Neuseeland: Bob Burgess, Wayne Cottrell, Sid Going, Richie Guy, Bruce Hunter, Howard Joseph, Ian Kirkpatrick, Laurie Mains, Alan McNaughton, Colin Meads , Brian Muller, Tane Norton, Peter Whiting, Bryan Williams, Alex Wyllie
- Lions: Gerald Davies, Mervyn Davies, John Dawes , Peter Dixon, David Duckham, Gareth Edwards, Mike Gibson, Barry John, Sean Lynch, Willie John McBride, Ian McLauchlan, John Pullin, John Taylor, Delme Thomas, J. P. R. Williams

| 31. Juli 1971 14:30 NZST | Neuseeland      | 3 : 13         | British Lions                                              | Athletic Park, Wellington Zuschauer: 50.000 Schiedsrichter: John Pring (Neuseeland) |
| 31. Juli 1971 14:30 NZST | Versuche: Mains | (0:13) Bericht | Versuche: Davies John Erhöhungen: John (2) Dropgoals: John | Athletic Park, Wellington Zuschauer: 50.000 Schiedsrichter: John Pring (Neuseeland) |

Aufstellungen:
- Neuseeland: Bob Burgess, Ken Carrington, Wayne Cottrell, Sid Going, Richie Guy, Bruce Hunter, Howard Joseph, Ian Kirkpatrick, Brian Lochore, Laurie Mains, Alan McNaughton, Colin Meads , Brian Muller, Tane Norton, Alex Wyllie 
 Auswechselspieler: Mick Duncan
- Lions: Gordon Brown, Gerald Davies, Mervyn Davies, John Dawes , David Duckham, Gareth Edwards, Mike Gibson, Barry John, Sean Lynch, Willie John McBride, Ian McLauchlan, John Pullin, Derek Quinnell, John Taylor, J. P. R. Williams

| 14. August 1971 14:30 NZST | Neuseeland                                                                             | 14 : 14       | British Lions                                          | Eden Park, Auckland Zuschauer: 56.000 Schiedsrichter: John Pring (Neuseeland) |
| 14. August 1971 14:30 NZST | Versuche: Cottrell Lister Erhöhungen: Mains Straftritte: Mains (2) Dropgoals: Williams | (8:8) Bericht | Versuche: Dixon Erhöhungen: John Straftritte: John (2) | Eden Park, Auckland Zuschauer: 56.000 Schiedsrichter: John Pring (Neuseeland) |

Aufstellungen:
- Neuseeland: Ken Carrington, Wayne Cottrell, Mick Duncan, Phil Gard, Sid Going, Richie Guy, Ian Kirkpatrick, Lister, Laurie Mains, Colin Meads , Brian Muller, Tane Norton, Peter Whiting, Bryan Williams, Alex Wyllie
- Lions: Gordon Brown, Gerald Davies, Mervyn Davies, John Dawes , Peter Dixon, David Duckham, Gareth Edwards, Mike Gibson, Barry John, Sean Lynch, Willie John McBride, Ian McLauchlan, John Pullin, John Taylor, J. P. R. Williams 
 Auswechselspieler: Delme Thomas

## Kader

### Management
- Tourmanager: Douglas Smith
- Trainer: Carwyn James
- Kapitän: John Dawes

### Spieler
| Spieler           | Position         | Mannschaft          |
| ----------------- | ---------------- | ------------------- |
| Gareth Edwards    | Gedrängehalb     | Cardiff RFC         |
| Chico Hopkins     | Gedrängehalb     | Maesteg RFC         |
| Barry John        | Verbindungshalb  | Cardiff RFC         |
| Arthur Lewis      | Innendreiviertel | Ebbw Vale RFC       |
| John Spencer      | Innendreiviertel | Headingley          |
| Chris Rea         | Innendreiviertel | West of Scotland FC |
| Mike Gibson       | Innendreiviertel | North of Ireland FC |
| John Dawes        | Innendreiviertel | London Welsh RFC    |
| John Bevan        | Außendreiviertel | Cardiff RFC         |
| Alastair Biggar   | Außendreiviertel | London Scottish FC  |
| Gerald Davies     | Außendreiviertel | London Welsh RFC    |
| David Duckham     | Außendreiviertel | Coventry RFC        |
| J. P. R. Williams | Schlussmann      | London Welsh RFC    |
| Bob Hiller        | Schlussmann      | Harlequins          |

| Spieler             | Position             | Mannschaft                    |
| ------------------- | -------------------- | ----------------------------- |
| Frank Laidlaw       | Hakler               | Melrose RFC                   |
| John Pullin         | Hakler               | Bristol Rugby                 |
| Ian McLauchlan      | Pfeiler              | Hillhead Jordanhill RFC       |
| Sandy Carmichael    | Pfeiler              | West of Scotland FC           |
| Sean Lynch          | Pfeiler              | St Mary’s College RFC         |
| Ray McLoughlin      | Pfeiler              | Blackrock College RFC         |
| Stack Stevens       | Pfeiler              | Harlequins                    |
| Gordon Brown        | Zweite-Reihe-Stürmer | West of Scotland FC           |
| Geoff Evans         | Zweite-Reihe-Stürmer | London Welsh RFC              |
| Willie John McBride | Zweite-Reihe-Stürmer | Ballymena RFC                 |
| Mike Roberts        | Zweite-Reihe-Stürmer | London Welsh RFC              |
| Delme Thomas        | Zweite-Reihe-Stürmer | Llanelli RFC                  |
| Rodger Arneil       | Flügelstürmer        | Leicester Tigers              |
| Peter Dixon         | Flügelstürmer        | Harlequins                    |
| Fergus Slattery     | Flügelstürmer        | University College Dublin RFC |
| John Taylor         | Flügelstürmer        | London Welsh RFC              |
| Mike Hipwell        | Nummer Acht          | Terenure College RFC          |
| Derek Quinnell      | Nummer Acht          | Llanelli RFC                  |
| Mervyn Davies       | Nummer Acht          | London Welsh RFC              |